# Blame!
Blame! (яп. ブラム! Бураму!) — десятитомная манга, написанная японским мангакой Цутому Нихэем в жанре постапокалиптика-киберпанк. Действие в манге происходит, вероятно, в далёком будущем, и описывает странствия главного героя. Существует два подзаголовка манги: первый, обычно написанный на обложке тома рядом с названием, гласит «Искатель приключений Килли в своих похождениях по Кибер-Подземелью!» (в английском варианте «Adventure-seeker Killy in the Cyber Dungeon quest!»). Второй, обычно на титульном листе или на странице с содержанием, звучит как «Может быть, на Земле, может быть, в будущем» («Maybe on Earth, maybe in the future»), на чём и заканчивается всё предварительное пояснение ситуации.
По манге сняты следующие экранизации: ONA Blame! Ver.0.11 (2003), OVA Prologue of Blame! (2007) и аниме-фильм Blame! (2017).

## Название
Существует мнение, что название манги — это звукоподражание выстрелу из оружия главного героя, и может произноситься «блам», «брам» или «брум». Апологеты данной версии приводят следующие аргументы: во-первых, название манги дано сразу двумя алфавитами: латиницей и катаканой, и английское blame [bleɪm] (англ. обвинять) должно быть передано катаканой как ブレイム; во-вторых, в искажённом начертании звукоподражание появилось уже в манге Blame, а также передано в официальном английском переводе как Blam (а точнее, BLAAAAM). Однако сам Нихэй это никак не комментировал. Позже мангака прибегал к ономатопее в названии комикса Wolverine: Snikt!, где Snikt! — характерный звук, с которым Росомаха выпускает когти.

## Сюжет
Молчаливый парень по имени Килли путешествует по миру, называемому Город (The City). Город представляет собой невероятное по размерам нагромождение высокотехнологичных построек всевозможного назначения, которые разделены на уровни. Уровни отделяет друг от друга «Мегаструктура», колоссальное сооружение, состоящее из теоретически непробиваемых перекрытий. Бо́льшая часть этого мира пустует, но он продолжает развиваться с помощью роботов, которые его модифицируют и расширяют.
Город делится на бесчисленные сектора, ярусы и этажи, точное количество которых неизвестно. Плотная застройка перемежается огромными пустыми пространствами. Часть строений разрушена, другие пришли в запустение. Многие области Города населены, но жители таких областей, как правило, отделены друг от друга огромными расстояниями и не общаются (часто даже не подозревая о существовании соседей).
В Городе живут как относительно обычные люди, так и разнообразные виды разумной жизни, частично или полностью небиологического происхождения: иные ветви человеческой эволюции, расы киборгов, образующих кибернетические цивилизации, Кремниевые люди, а также большое число популяций всевозможных существ. Представители разумной части населения мира находятся на разных уровнях развития и ведут уникальный образ жизни. Встречаются как примитивные отшельники, так и воинственные племена кочевников, и даже густонаселённые развитые города высокотехнологических цивилизаций.
Главный герой Килли ищет «Гены Сетевого терминала» (Net Terminal Genes), с помощью которых можно подключиться к так называемой «Сетевой сфере» (Netsphere). Возможности, предоставляемые пользователям Сетевой Сферой, огромны — с её помощью, теоретически, можно остановить бесконтрольное разрастание Мегаструктуры. Гены Сетевого терминала представляют собой неизменённую человеческую ДНК. Человек с чистой ДНК видит цифры и символы неизвестного назначения.

## История создания
Летом 1995 года Нихэй удостоился специального приза имени Дзиро Танигути на конкурсе «Четыре сезона», организованном журналом Afternoon, за дебютную 28-страничную мангу Blame (название писалось без восклицательного знака).  Работа стала прообразом серии Blame!. Несмотря на то, что они имеют мало общего, уже в Blame появились персонаж Килли (здесь он детектив полиции) и характерный «бездушный» высокотехнологический город.
Победа в конкурсе дала Нихэю возможность публиковаться в журнале Afternoon. По признанию самого мангаки, первоначально всё могло закончиться на одном томе, так как периодичность издания, а, следовательно, и гонорары, не позволяли ему содержать себя. Поэтому он начал подрабатывать ассистентом у Цутому Такахаси.

В журнале манга издавалась с 1997 по 2003 годы. В 2003 году она была опубликована в виде десятитомного танкобона издательством «Коданся». С 2016 по 2017 годы было подготовлено и выпущено обновлённое издание Blame! Master Edition, которое отличается увеличенным форматом, добавлением раскрашенных страниц и твёрдой обложкой. Kodansha USA также издала 6 томов на английском языке. 
По правде говоря, мне не нравится вспоминать о времени, когда я работал над Blame!. Она не вступает с читателем в диалог, и люди склонны говорить, что её трудно понять. Думаю, что тогда я просто хотел сделать нечто странное. Когда я начинал, то думал о рисовании манги не как о работе, а как о средстве самовыражения. Я не заботился развлекать читателей или делать то, что будет продаваться. Именно поэтому я сделал такую «непрозрачную» мангу.

## Мир
1. Great Sky River, Грегори Бенфорд
2. Feersum Endjinn, Иэн М. Бэнкс
3. «Оружейная фабрика Симада», Макото Сиина
4. Dead Boys, Ричард Калдер
5. «Кириняга», Майк Резник
6. рассказы Грега Бира
7. «Город перестановок», Грег Иган
8. «Песни Гипериона», Дэн Симмонс
9. Трилогия «Киберпространство» и сборник рассказов «Сожжение Хром» Уильяма Гибсона
10. Цикл «Восемь миров», Джон Варли
11. «Биллениум», Дж. Г. Баллард

«Мегаструктура» — огромная, независимая, искусственная конструкция в виде обширного и хаотично застроенного комплекса из металла, бетона и полимеров. Точные размеры в манге не указаны. Однако из предыстории, манги NOiSE, известно, что Мегаструктура возникла на Земле и постепенно разрослась до таких размеров, что достигла Луны.
В артбуке Blame! and so on Цутому Нихэй пишет, что «мир охватывает почти всю Солнечную систему и добрался, по крайней мере, до орбитальной поверхности Юпитера. Материалом послужили почти все планеты Солнечной системы», и сравнивает Мегаструктуру со «Сферой Дайсона». А в более поздних интервью мангака заявлял, что перед остановкой расширения мегаструктура успела поглотить несколько соседних звезд.
Единственный способ остановить этот неуправляемый рост — войти в Сетевую сферу. Это совокупность виртуальных миров, альтернатива «объективной» реальности, в которую нельзя попасть простым путём, а можно только подключиться. В манге используются типичные для киберпанка компьютерные термины, поэтому Сетевая сфера является аналогом классической для киберпанк-произведений «Сети». Как поясняет представитель Управляющих (существующая в виртуальном мире Сетевой Сферы раса) во втором томе, всё физическое оборудование Сети располагается внутри Мегаструктуры, находясь таким образом в полной безопасности. В третьем томе манги становится известно, что группе учёных Капитолия (города с высоким уровнем развития как науки, так и социальных отношений) удалось синтезировать копию сетевых генов искусственным путём, но попытка подключения закончилась плачевно, поскольку город был мгновенно атакован Хранителями — искусственной формой жизни, контролирующей легитимность подключений к Сети. Это базисная и доминирующая кремниевая форма жизни, вершина эволюции. Они были, есть и будут всегда. Никто никогда не встаёт у них на пути, так как все понимают бессмысленность этих действий. Они присутствуют как в Базовом реальном мире, так и в Сетевой сфере в качестве защиты от вторжения.
Помимо Сетевой Сферы существуют также относительно независимые виртуальные миры, не предоставляющие своим пользователям возможность управления инфраструктурой Города, доступ к которым не является большой сложностью — резервное Киберпространство (Cyberspace). По словам одного из Управляющих, оно соединено и с базовой реальностью, и с Сетевой Сферой. Киберпространство показывается в манге несколько раз. Примечательно, что в большинстве случаев эти страницы манги нарисованы цветными, в то время как основная часть, что типично для манги и многих комиксов вообще, чёрно-белая. Во время своих поисков Килли находит помощников — девушку-инженера Сибо (Cibo) и племя людей (вероятно, переживших какое-то генетическое изменение, так как они вдвое меньше ростом Килли и Сибо), называющих себя Электрорыбаками (Electro-fishers).

## Персонажи
- Килли (Killy) — главный герой манги, молчаливый парень, возраст неизвестен. Его цель — поиск Сетевых Генов. Само происхождение Килли также неизвестно, но он явно не является обычным человеком, о чём говорят его невероятная выносливость и способность к ускоренной регенерации. Один из Управляющих упоминает, что Килли является представителем системы, существовавшей до Хранителей. Хранитель Санакан заявляет, что «регистрация Килли не прошла успешно», а один из персонажей, способный предсказывать действия Хранителей, говорит, что в Килли «есть следы уничтожения регистрационного кода». Возможно, сам Килли является каким-то подобием Хранителя, но по какой-то причине не принадлежит Системе. Вряд ли он сам многое знает о своём прошлом. После контакта с Хранителем по имени Санакан в Килли проявляется новая способность — умение сканировать окружающие объекты. Также Килли способен понимать сигналы Строителей. Килли обладает чрезвычайно мощным оружием — Гравитационно-лучевым эмиттером (Gravitational Beam Emitter), разрушительные способности которого кажутся невероятными. Возможно, Килли обладает оружием потому, что является Хранителем, поскольку только у них может быть такое оружие. Помимо всего прочего, эмиттер является единственным известным оружием, способным пробить Мегаструктуру, благодаря чему Сибо и Килли могут перебираться с одного уровня Города на другой. Некоторые Хранители, особо высокого уровня, как Санакан, тоже имеют гравитационный излучатель.
- Сибо (Cibo) — ведущий учёный, ранее работала в Капитолии — вероятно, самом большом и развитом поселении, на Биоэлектрическую корпорацию, занимающуюся исследованиями в области Сетевой сферы и методов проникновения туда путём органического конструирования молекул ДНК. Сибо участвовала в эксперименте по синтезу Сетевых Терминальных Генов, который в итоге привёл к масштабному взрыву, в результате чего она погибла, но была восстановлена из резервной копии. Сибо является человеком, об этом говорит то, что Хранитель Домочевски спасает её, так как его цель — защищать людей. Она была приговорена к заточению Президентом Капитолия, видимо, из-за провала эксперимента с синтезом Сетевых Терминальных Генов. Килли нашёл её почти полностью разрушенное тело на свалке биологических отходов под корпорацией, но позже Сибо смогла загрузить своё сознание в новое. Сибо оказывала значительную помощь Килли с помощью своих способностей по взлому электроники.
- Санакан (Sanakan, иногда по ошибке называется Sakan) — Хранитель высшего уровня, также вооружённый Гравитационным излучателем. У неё есть три физические формы: маленькая темноволосая девочка; большой Хранитель с антропоморфным чёрным телом, Гравитационно-лучевым эмиттером вместо предплечья одной руки и почти человеческой головой с таким же лицом, как и в человеческой форме; взрослая версия человеческой формы. Санакан преследует Килли и Сибо и, хотя, как и любой Хранитель, стремится уничтожить всех людей, не обладающих Сетевыми Генами, действует значительно умнее и расчётливее, чем рядовые Хранители низкого уровня. В четвёртом томе манги Санакан лишается своего тела, поскольку в неё загружается Сибо, которая в то время физически погибла и находилась в резервном Киберпространстве, из которого она загрузилась в тело Санакан. Санакан, впрочем, позже сумела вернуться к физическому существованию, вероятно, просто загрузив ещё одно тело, что является возможным для Хранителей.
- Домочевски (Domochevsky) — особый Хранитель (Special Safeguard), его целью является обеспечение безопасности Центрального узла и защита людей, независимо от того, носят ли они Сетевые гены или нет, а также уничтожение киборгов, пытающихся захватить этот неучтённый уровень. Вооружён мощным четырёхствольным пистолетом (не Гравитационно-лучевым излучателем) и обладает электронным полем скрытного вторжения, не обнаруживаемое кремниевыми созданиями, но область воздействия поля не может превышать шести метров. Вместе с Килли они уничтожают мощного киборга — специалиста по сетевым кодам Давини Лу Линвега, похитившего капсулу с информацией о человеческих Генах и попытавшегося с её помощью взломать защиту и через терминал Центрального узла проникнуть в Сетевую Сферу. На последней стадии проверки киборг рассекречивается и уничтожается. В ходе этого сражения Домочевски погибает.

## Критика
В 2006 году манга была номинирована на премию Харви в категории «Лучшее американское издание иностранной работы». Была включена в список «100 лучших фантастических комиксов» по версии журнала «Мир фантастики». Манга преимущественного благосклонно встречена критиками и читателями и признаётся классикой жанра киберпанк. Отмечаются интересный и самобытный стиль автора, реалистичный и мрачный мир, а также странные персонажи. 
Манга «Blame!» выгодно выделяется на фоне классического киберпанка. Зачатки технологий и техногенного мира в ней доведены до абсолюта. Возведены в ту степень и экстраполированы в будущее, в котором лишь очень отдалённо можно узнать настоящее читателя. Именно этим, возможностью соприкоснуться с чем-то над-человеческим, и, конечно же благодаря мощной визуальной стилистике, манга покоряет читателя. 

Критик с сайта T.H.E.M Anime оценил экранизацию Blame! Ver. 0.11 всего на одну звезду из пяти. Существенным минусом было то, что рецензент Николетта Браун не читала мангу, хотя знала про уважение Цутому Нихэя поклонниками киберпанка. ONA рассматривается как научно-фантастическая история в выдуманном мире, напоминающим Angel’s Egg, «Бледный кокон» и Texhnolyze: 
К сожалению, решение адаптировать десятитомную мангу в шести пятиминутных сериях было очень неудачным. Получились мало связанные между собой и скудно анимированные изображения без контекста. Blame! Ver. 0.11 — артбук для основной истории, худшая часть экспериментального кино: претенциозная, бессмысленная и неприятная для просмотра. Сказать, что темп является низким, значит то же самое, что и преуменьшить неэффективность американской политики. На самом деле, это не для детей; им наверняка будет ещё скучнее, чем взрослым.
Джонатан Клементс и Хелен Маккарти в своей энциклопедии обращают внимание на то, что манга Blame! создана в европейском стиле, это указывает на интерес автора к французским комиксам. Аниме Blame! Ver. 0.11 имеет тематическое сходство с Aeon Flux Питера Чунга, жертвуя сюжетом и смыслом, чтобы соответствовать сжатому по времени формату веб-трансляции. Серия разрозненных сегментов была попыткой Нихэя получить финансирование для будущего фильма; выпуск состоялся в 2003 году, когда закончилась манга. Проданная зарубежному дистрибьютору и объединённая в 30-минутный рекламный видеоролик, ONA стала бессвязной «Аниматрицей» для бедных.
«АнимеГид» поставил ONA 7 из 10 баллов, замечая, что первая вещь, приходящая в голову после просмотра — «странная штука». Многие люди, мягко говоря, ругают Blame! за «непонятность». Неизвестность, интрига — одно из главных достоинств этого аниме. Поэтому тем, кто не понимает, обозреватель не рекомендует пытаться осмыслить данный выпуск. Лучше забыть про внешний мир, убрать подальше мобильный телефон, выключить свет, сесть и расслабиться. Зрителям предстоит полноценная медитация, короткое и странное путешествие в отдалённое будущее, где от родной планеты почти ничего не осталось, но невероятно разрослась любимая компьютерная сеть. «Старый добрый киберпанк раскроет перед вами свои холодные мрачные просторы и обрушит на голову немилостивую тьму вопросов». По мнению рецензента, Blame! — «вещь красивая, стильная, невероятно атмосферная». Атмосферу подчёркивают плавные, словно в замедленной съёмке, движения, дрожащие титры, неожиданные мелькающие образы, необыкновенная психоделическая музыка, разнообразные шумы. Хотя аниме заставляет негодовать из-за недосказанности, но «затягивает превосходно». Может быть, кто-то, посмотрев, захочет ознакомиться с мангой, а читавшим её «удастся увидеть пройденное под несколько иным углом». Редактор журнала добавил, что медитативная меланхолия оригинала перенесена на экран «без всяких потерь».
Аниме-фильм Blame! 2017 года получил в основном положительные отзывы. Среди достоинств критики отметили совместную работу Цутому Нихэя, режиссёра Хироюки Сэситы, сценариста Садаюки Мураи и композитора Юго Канно. Также выделяются компьютерная графика, боевые сцены и дизайн персонажей. В прошлом все попытки адаптации манги окончились неудачей. Однако здесь сокращена большая часть ранних глав и упрощён сюжет для лучшей динамичности. Polygon Pictures решила сосредоточиться на электрорыбаках. Получился боевик на выживание, в котором Килли и Сибо хотят спасти людей от компьютерной программы и её армии роботов (Клинт Иствуд и Ди против Скайнет и Т-800). Animation World Network считает, что некоторые реплики взяты из «Телохранителя» Куросавы и «Меча судьбы» Окамото. Главная проблема экранизации кроется в самом первоисточнике — брутальном, масштабном и причудливом. Путешествие в оригинале длится невероятно долго. Этот киберпанковский и постапокалиптический мир столь же красивый, сколь и одинокий. Исходный материал не несёт той новизны, которая могла быть до «Матрицы». Во время просмотра возникает ощущение, что есть и более интересные истории. По общему мнению, Blame! удалось привлечь аудиторию и стать одним из оригинальных аниме на Netflix.

## Продолжения
Манга Blame! имеет несколько явных продолжений и спин-оффов. Помимо предыстории, рассказанной в манге NOiSE, это короткие синглы, объединенные в издании Blame! Academy and so on (не путать с Blame! and so on — артбуком Нихэя, в котором, помимо визуальной составляющей, мангака раскрывает некоторые философские аспекты своих работ).

#### Пародия
Blame! Academy (яп. ブラム学園! Бураму гакуэн!) — это комедийная пародия, в которой персонажи Blame! помещены в традиционный школьный антураж и связаны романтическими отношениями, характерными для данного жанра. Состоит из трёх историй: Blame Gakuen!,  Blame Gakuen! Kyoto Nara Aiai-gasa  и Blame Gakuen! Sakura Saku Tou no Shita de.

#### Сиквелы
NSE: Net Sphere Engineer (яп. ネットスフィアエンジニア Нэтто Суфиа Эндзиниа) и Blame!² (яп. ブラム!² Бураму! Цу), с подзаголовком Chronicle of the Escape from the Megastructure by the Eighth Incarnation of Pcell (яп. 第八系子体プセルの都市構造体脱出記 Дай хати кэйкотай Пусэру но тосико:дзо?тай дассюцу ки, «Хроника побега восьмой инкарнации Пцелл из Мегаструктуры») — непосредственные сиквелы, опубликованные первоначально в журналах как ван-шоты. Особенность Blame!² — полноцветность.